# دوریت کوچک (فیلم ۱۹۳۴)
دوریت کوچک (انگلیسی: Little Dorrit) فیلمی است که در سال ۱۹۳۴ منتشر شد.